# Zoe Zaoutzaina
Zoe Zaoutzaina (grekiska: Ζωὴ Ζαούτζαινα), född okänt år, död i maj 899, var en bysantinsk kejsarinna, gift med kejsar Leo VI. 
Hon var dotter till byråkraten Stylianos Zaoutzes och var först gift med en anonym hovman vid namn Thedodore Gouniatzizes. År 889 ska Zoe och Leo VI ha blivit förälskade i varandra. Zoes make avled, och ryktades ha blivit förgiftad av Leo, medan Leos maka Teofano Martiniake gick i kloster år 893. Därefter gifte sig Zoe och Leo och Zoe flyttade in i palatset och fyllde rollen som kejsarinna i hovritualerna. Det råder dock motsägelsefulla uppgifter om huruvida deras äktenskap var legalt, eftersom Leos förra maka fortfarande levde, och det noteras att Zoe och Leo gifte sig en gång till efter Teofanos död 897 och att Zoe blev krönt till kejsarinna först då. Zoe ska ha fått två döttrar under sitt äktenskap med Leo. 